# Torus-Satz von Alexander
Im mathematischen Teilgebiet der Topologie ist der Torus-Satz von Alexander ein Lehrsatz über verknotete Tori in der 3-dimensionalen Sphäre {\displaystyle S^{3}}.

## Satz von Alexander
Der Torus-Satz von Alexander besagt: Jeder differenzierbar eingebettete Torus
{\displaystyle T^{2}\subset S^{3}}
berandet einen in der {\displaystyle S^{3}} eingebetteten Volltorus.
Historische Anmerkung: Alexander bewies diesen Satz ursprünglich nicht für differenzierbare, sondern für PL-Einbettungen.

## Verallgemeinerungen
Der Satz von Alexander gilt analog auch in höheren Dimensionen:
Sei
{\displaystyle f\colon S^{p}\times S^{q}\to S^{p+q+1}}
eine differenzierbare Einbettung mit {\displaystyle p,q\geq 1}. Wenn entweder {\displaystyle 1\leq p\leq q} und {\displaystyle p+q\not =3} oder {\displaystyle p=1} und {\displaystyle q=2} gilt, dann ist der Abschluss einer der beiden Komponenten von
{\displaystyle S^{p+q+1}\setminus f(S^{p}\times S^{q})}
diffeomeorph zu {\displaystyle D^{p+1}\times S^{q}}.
Dagegen gibt es differenzierbar eingebettete 3-Tori {\displaystyle T^{3}\subset S^{4}}, die keine zu {\displaystyle D^{2}\times T^{2}} homöomorphe Untermannigfaltigkeit beranden.